# Microfilie
Microfilie is de seksuele aantrekking tot een persoon die wezenlijk kleiner is dan de persoon zelf. Het is een vorm van parafilie en is het tegenovergestelde van macrofilie.